# サバイバルアーツ
『サバイバルアーツ』（Survival Arts）は、サミーが1993年に稼動をしたアーケードゲーム。ジャンルは2D型対戦型格闘ゲームである。開発元はUPLの元スタッフが設立したスカラベ。

## 概要
『モータルコンバット』のような実写取り込みで、残虐描写がある。CPUの難易度が低く、操作性も『ストリートファイターII』に近い。

## ストーリー
この世には、肉体だけでなく、あらゆる武器を使いこなす総合格闘技「サバイバルアーツ」が存在していた。
この武術は創始者はおろか、起源や学べる場所も謎に包まれていたものの、入門者するものは少なくなかった。そしてサバイバルアーツには、入門から年後に弟子が全員集まって闘い、ただ一人生き残った者だけに究極奥義を授けられるという掟があった。

## システム
受け身
後発の格闘ゲームにもあるシステムの元祖だが、投げられ中にボタンを押すと発動するもので、回転中に足が下側に向いている時にボタンを押すと成功し、それ以外だと2倍のダメージを受けてしまう。
武器
ステージ上に落ちており、↓強Pで拾い、強Pで使うことができる（ガンナーのみ不可能）。

## 登場キャラクター
ヴァイパー
本作の主人公。ストリートファイトで大儲けしたいがために入門したストリートファイター。
対空技を持たないが、バランスがとれている。
ガンナー
サバイバルアーツの創始者が人間ではないことに気付き、秘密を暴くためにサバイバルアーツに潜入した警察官。
拳銃を用いた飛び道具攻撃のおかげで遠距離戦が得意が、近距離に適した技がなく、武器を拾うことができない。
ハンナ
砂漠の民の女戦士で、両親を殺したサバイバルアーツの創始者を倒すために入門した。
消えるダッシュや地上にいる相手を投げてしまう技を持つトリッキーなキャラクター。
ヒリュウ
忍者の一族「タイガー党」の忍者で、宿敵である「コブラ党」を倒すために入門した。
攻撃力・防御力は低いが、それを補って余りある機動力を持つ。5段ジャンプや追尾する手裏剣を飛ばす技がとても強力。
ターシャ
コブラ党のくの一で、タイガー党を倒すために入門した。
必殺技は一つしかないが2段ジャンプやしゃがみ歩きが可能。
マンゴ
闘いに生きる兵士で、効率的な戦い方を求めて、入門した。
飛び道具が豊富で絨毯爆撃もあるが、接近戦は苦手。
ケイン
銀色の肌の宇宙人で、家族を養うための力を身につけるために地球に来訪しサバイバルアーツに入門した。血は緑色。
大柄で鈍重だが、それを補うかのごとくダッシュ攻撃が実装されている。
サンタナ
強さを求めるためにプロレスから離れ、サバイバルアーツに入門したヒールレスラー。
パワーを用いた技が強力なキャラクター。
ダンテル
本作のラスボスで、サバイバルアーツの創始者。真の目的は不老不死の身体を得ることで、そのために弟子たちを闘わせた。